# 탄화수소암모늄
탄화수소암모늄(Ammonium bicarbonate), 탄산수소암모늄, 중탄산암모늄은 화학식 (NH4)HCO3을 갖는 무기 화합물이다. 이 화합물을 긴 역사를 반영하는 수많은 이름이 있다. 화학적으로 암모늄 이온의 탄산수소염이다. 쉽게 이산화 탄소, 물, 암모니아로 붕괴되는 무색의 고체이다.

## 준비
CO2 + NH3 + H2O → (NH4)HCO3